# François de Tournon
Francois de Tournon (1489—22. april 1562) var en fransk kardinal.
Tournon blev 1517 ærkebisp i Embrun, efter slaget ved Pavia (1525) underskrev han freden i Madrid og blev kardinal 1530.
Under Frants I var Tournon højtbetroet, styrede finanserne dygtigt og forstod at skaffe kongen lån hos bankiererne i Lyon, han var en ivrig humanist, stiftede et par kollegier og beskyttede videnskabsmænd, men var meget fjendsk mod reformationen og skal have sat forfølgelser i gang og opægget kongen mod valdenserne. 
Efter Frants I's død faldt han i unåde og levede derpå 8 år i Rom; her blev han ærkebisp af Lyon 1551. I 1555 kom han igen til Frankrig og for som ærkebisp i Lyon hårdt frem mod kætterne. I 1559 gjorde han et mislykket forsøg på at blive pave efter Paul IV. Han optog jesuitterne i Frankrig og gav dem kollegiet i Tournon.